# Halecium dyssymetrum
Halecium dyssymetrum är en nässeldjursart som först beskrevs av Chantal Billard 1929.  Halecium dyssymetrum ingår i släktet Halecium och familjen Haleciidae. Inga underarter finns listade i Catalogue of Life.